# هانس إتش باس
هانس إتش باس (بالألمانية: Hans-Heinrich Bass)‏ هو اقتصادي وأستاذ جامعي ألماني، ولد في 1 أبريل 1954 في كامن في ألمانيا.